# Wevelgem
Wevelgem és un municipi belga de la província de Flandes Occidental a la regió de Flandes. És compost per les seccions de Wevelgem, Gullegem i Moorsele i regat per l'Heulebeek i el Leie. Aquest darrer riu en forma la frontera meridional.

## Geografia

### Nuclis[2]
| #   | Nom      | Superfície | Població (31/12/2011) |
| --- | -------- | ---------- | --------------------- |
| I   | Wevelgem | 14,18      | 16.075                |
| II  | Gullegem | 9,60       | 8.897                 |
| III | Moorsele | 14,98      | 6.219                 |

### Municipis veïns
| - a. Lauwe (Menen) - b. Menen - c. Geluwe (Wervik) - d. Dadizele (Moorslede) - e. Ledegem - f. Rollegem-Kapelle (Ledegem) - g. Sint-Eloois-Winkel (Ledegem) - h. Heule (Kortrijk) - i. Bissegem (Kortrijk) - j. Marke (Kortrijk) |

## Llocs d'interès
- Domini provincial de Bergelen